# Campionati cechi di ski cross 2017
I Campionati cechi di ski cross 2017 si sono svolti a Rejdice il 22 marzo. Il programma ha incluso sia la gara femminile che la gara maschile. 
Trattandosi di competizioni valide anche ai fini del punteggio FIS, vi hanno partecipato anche sciatori di altre federazioni, senza che questo consentisse loro di concorrere al titolo nazionale ceco.

## Risultati

### Uomini
| Pos. | Atleta          | Nazione    |
| ---- | --------------- | ---------- |
| 1    | Jiri Cech       | Rep. Ceca  |
| 2    | Radim Palan     | Rep. Ceca  |
| 3    | Tomáš Bartalský | Slovacchia |
| 4    | Karel Lank      | Rep. Ceca  |

### Donne
| Pos. | Atleta          | Nazione   |
| ---- | --------------- | --------- |
| 1    | Nikol Kučerová  | Rep. Ceca |
| 2    | Klára Kašparová | Rep. Ceca |
| 3    | Liza Skulj      | Slovenia  |
| 4    | Monika Žďárková | Rep. Ceca |